# Michael Baur
Michael Baur (Innsbruck, Àustria, 16 d'abril de 1969) és un exfutbolista austríac. Va disputar 40 partits amb la selecció d'Àustria.